# Michalovce (distrito)
O Distrito de Michalovce (eslovaco: Okres Michalovce) é uma unidade administrativa da Eslováquia Oriental, situado na Košice (região), com 109.121 habitantes (em 2001) e uma superfície de 1.019 km². Sua capital é a cidade de Michalovce.

## Demografia
| Ano:        | 1994    | 2004    | 2014    | 2024    |
| ----------- | ------- | ------- | ------- | ------- |
| Broj ljudi: | 107 477 | 109 322 | 110 714 | 107 936 |
| Razlika:    |         | +1,71%  | +1,27%  | -2,50%  |

| Ano:               | 2023    | 2024    |
| ------------------ | ------- | ------- |
| Número de pessoas: | 108 132 | 107 936 |
| Diferença:         |         | -0,18%  |

## Cidades
- Michalovce (capital)
- Strážske
- Veľké Kapušany

## Municípios
- Bajany
- Bánovce nad Ondavou
- Beša
- Bracovce
- Budince
- Budkovce
- Čečehov
- Čičarovce
- Čierne Pole
- Drahňov
- Dúbravka
- Falkušovce
- Hatalov
- Hažín
- Hnojné
- Horovce
- Iňačovce
- Ižkovce
- Jastrabie pri Michalovciach
- Jovsa
- Kačanov
- Kaluža
- Kapušianske Kľačany
- Klokočov
- Krásnovce
- Krišovská Liesková
- Kusín
- Lastomír
- Laškovce
- Lesné
- Ložín
- Lúčky
- Malčice
- Malé Raškovce
- Markovce
- Maťovské Vojkovce
- Moravany
- Nacina Ves
- Oborín
- Oreské
- Palín
- Pavlovce nad Uhom
- Petrikovce
- Petrovce nad Laborcom
- Poruba pod Vihorlatom
- Pozdišovce
- Ptrukša
- Pusté Čemerné
- Rakovec nad Ondavou
- Ruská
- Senné
- Slavkovce
- Sliepkovce
- Staré
- Stretava
- Stretavka
- Suché
- Šamudovce
- Trhovište
- Trnava pri Laborci
- Tušice
- Tušická Nová Ves
- Veľké Raškovce
- Veľké Slemence
- Vinné
- Vojany
- Voľa
- Vrbnica
- Vysoká nad Uhom
- Zalužice
- Závadka
- Zbudza
- Zemplínska Široká
- Zemplínske Kopčany
- Žbince